# 我家的魔王不會咬人的
《我家的魔王不會咬人的》（日语：うちの魔王かみませんよ）是漫畫家おとうさん的日本漫畫作品。
於SQUARE ENIX的網絡漫畫網站GANGAN ONLINE連載  ，在每月的第二個星期四更新。

## 登場角色
以下中文名稱皆為民間通稱，並非官方翻譯。

### 岸本家
魔王／撒旦
岸本家的寵物，魔王族，害怕勇者族，可以理解人類所說的話，喜歡甜食。非常喜歡媽媽。
兄／悠平
撒旦的飼主，初中開始打棒球，因為事故傷到了腳而無法前往甲子園。與撒旦從小感情就很好。
妹／悠希
悠平的妹妹，長相可愛卻非常腹黑，自稱掌管了商店街。喜歡羅伊斯。
媽媽
岸本家的媽媽，對撒旦很好，被撒旦尊稱「母親大人」
爸爸
岸本家的爸爸，是名幻獸學者，平常不在家裡，是個長相嚴肅卻對家庭很關心的好父親。

### 四大天王
比弗羅
四大天王之一，是名殭屍寵物，被羅伊斯稱為「腐女」
羅伊斯
比弗羅的飼主，自稱「不小心搞錯性別的少女」。

### 其他人物
亞瑟
勇者族。吉田婆婆家的寵物，聖誕夜也兼職聖誕老人。
吉田婆婆
亞瑟的飼主，是岸本家的鄰居。
佐藤將太
自稱紅連大人，寵物為死之不死鳥，是一隻塑膠鴨，被悠希稱為職業級的笨蛋。

## 單行本
| 集數 | SQUARE ENIX    | SQUARE ENIX            |
| 集數 | 發售日期       | ISBN                   |
| ---- | -------------- | ---------------------- |
| 1    | 2014年11月22日 | ISBN 978-4-7575-4471-0 |
| 2    | 2015年4月22日  | ISBN 978-4-7575-4631-8 |
| 3    | 2015年7月22日  | ISBN 978-4-7575-4708-7 |
| 4    | 2016年1月22日  | ISBN 978-4-7575-4860-2 |

## 外部連結
- うちの魔王かみませんよ - 漫画 - ガンガンONLINE -SQUARE ENIX- （页面存档备份，存于）